# Bandera de Saint Vincent i les Grenadines
La bandera de Saint Vincent i les Grenadines fou adoptada oficialment el 21 d'octubre de 1985. Es compon de tres franges verticals blava, groga i verda que representen respectivament el cel i l'oceà, les platges i la vegetació del país. Al centre tres diamants verds formen una V de Vincent i alhora fan referència al sobrenom del país, les gemmes de les Antilles.